# Keith (Schiff, 1931)
HMS Keith (D06) war der für die Zerstörer der B-Klasse der britischen Royal Navy gebaute Flottillenführer. Anders als bei der vorangegangenen A-Klasse und deren Leader Codrington hatte die Keith den gleichen Rumpf und die gleiche Bewaffnung wie die acht Zerstörer der Klasse. Sie war einer der Flottillenführer, deren Name mit einem anderen Buchstaben anfing, als die Klasse, der sie angehörte.
Im Zweiten Weltkrieg wurde das Schiff mit zwei Battle Honours („Atlantic 1939–1940“, „Dunkirk 1940“) ausgezeichnet. Am 1. Juni 1940 wurde das Schiff während der Evakuierung der britischen Truppen über Dünkirchen von deutschen Stukas versenkt.

## Geschichte des Schiffes
Der Flottillenführer für die Zerstörer der B-Klasse wurde am 22. März 1929 aus Mitteln des Marinehaushalts 1928 bei Vickers-Armstrong in Barrow-in-Furness, Cumbria, bestellt. Ursprünglich sollte das Schiff den Standardrumpf der Klasse nutzen und wegen zusätzlicher Aufbauten für die Angehörigen des Flottillenstabes auf eines der 120-mm-Geschütze am Heck verzichten. Dieser Plan wurde jedoch bald aufgegeben. Die Keith erhielt nur wenige zusätzlichen Aufbauten und behielt das vierte Hauptgeschütz. Ihre Verdrängung (bei gleichen Außenmaßen) stieg nur um 40 ts gegenüber den anderen Einheiten der Flottille. Ein Teil der zusätzlichen Offiziere des Flottillenstabes wurde auf anderen Schiffen der Flottille untergebracht. Die Blanche übernahm Aufgaben als Halbflottillen-Führerboot.
Während sich die Zerstörer der A- und der B-Klasse kaum unterschieden, wichen die mit fünf Hauptgeschützen bewaffnete und 104,4 m lange Codrington und die neue Keith erheblich voneinander ab.
Die Keith verdrängte bei Standardberechnung 1400 ts und vollausgerüstet 1821 ts. Sie war wie die normalen Zerstörer der beiden Klassen 98,5 m lang, bis 9,83 m breit und hatte einen Tiefgang von 3,7 m. Angetrieben wurde das Schiff von zwei Sätzen Parsons-Getriebeturbinen mit einer Gesamtleistung von 34.000 PS. Über zwei Wellen war so eine Höchstgeschwindigkeit von 35 kn möglich. Den Dampf für die Turbinen produzierten drei Admiralty-Dreitrommelkessel. Keith konnte 390 tn. l. Heizöl mitführen, die ihr bei 15 kn Marschgeschwindigkeit eine Reichweite von bis zu 4800 Seemeilen gaben.

Bewaffnet war das Schiff, wie alle Zerstörer der B-Klasse, mit vier einzelnen 120-mm-L/45-Geschützen Mk.IX. Zur Abwehr von Flugzeugen waren auf der Keith zwei 40-mm-„pompom“-Geschütze auf einer Plattform zwischen den Schornsteinen installiert. Des Weiteren verfügte der Zerstörer an Deck über zwei Vierfachsätze von 21-Zoll-Torpedorohren. Zur Bekämpfung von Unterseebooten führte das Schiff 20 Wasserbomben mit, die mit zwei Wasserbombenwerfern und über eine Abwurfschiene eingesetzt wurden. Der Vorrat der Wasserbomben wurde nach dem Kriegsbeginn auf 35 erhöht.
Die Besatzung des Schiffes bestand aus 175 Mann.
Die Keith lief am 10. Juli 1930 als zweiter Flottillenführer der Royal Navy, der nach dem Ende des Ersten Weltkriegs gebaut wurde, vom Stapel und wurde am 9. Juni 1931 in den Dienst der Navy übernommen. Sie war das erste Schiff der Royal Navy, das nach dem britischen Admiral George Elphinstone, 1. Viscount Keith benannt war.
Für die Bauwerft war es nach der Arrow der zweite Zerstörerneubau für die Royal Navy seit dem Ersten Weltkrieg.

### Einsatzgeschichte
Die Keith ersetzte mit den Schiffen der B-Klasse nach ihrer Indienststellung ältere Zerstörer der V- und W-Klasse in der „4th Destroyer Flotilla“ bei der Mediterranean Fleet.
Auf dem Marsch vom Mittelmeer zu einer routinemäßigen Überholung in Portsmouth kollidierte der Flottillenführer am 24. August 1936 noch kurz vor seinem Ziel bei dichtem Nebel im Ärmelkanal mit dem griechischen Dampfer Antonis G. Lemos (4411BRT, 1911), der bei 49° 56′ N, 2° 17′ W sank. Die schwerbeschädigte Keith erreichte Portsmouth, wurde zur Reparatur aber außer Dienst gestellt und als einer der ersten Neubauten der Reserve zugewiesen.
Ihre Aufgaben bei der „4th Destroyer Flotilla“ übernahm der Flottillenführer Kempenfelt.
Mitte August 1937 wurde das inzwischen reparierte Schiff wieder in Dienst gestellt, um bei der „6th Destroyer Flotilla“ die Faulknor zu ersetzen, die durch eine Kollision ausgefallen war. Sie wurde vor der spanischen Biskaya-Küste wegen des Bürgerkriegs eingesetzt und war dann in Gibraltar stationiert, ehe sie zur Reserve in Sheerness zurückkehrte. Erneut überholt wurde die Keith Mitte Juni 1938 wieder der „4th Destroyer Flotilla“ zugeteilt, die inzwischen Teil der Home Fleet war. Mit der Besatzung des Zerstörers Electra verlegte die Keith Mitte Januar 1939 erneut nach Gibraltar zur „5th Destroyer Flotilla“, wo sie ein Vierteljahr Dienst tat. Nach einer erneuten Überholung trat sie dann wieder zur Reserve. Wie die meisten Schiffe der Reserve wurde sie vor dem Kriegsbeginn wieder bemannt.

### Kriegseinsätze
Beim Ausbruch des Zweiten Weltkriegs unterstand die in Milford Haven stationierte Keith dem Western Approaches Command für die U-Boot-Abwehr. Sie gehörte zu den Einheiten, welche die Überführung britischer Truppen (BEF) nach Nord-Frankreich sicherte. In wechselnden Unterstellungsverhältnissen war das Schiff dann weiter im Bereich des Ärmelkanals und der südlichen Nordsee im Einsatz, zuletzt als Flottillenführer der „19th Destroyer Flotilla“.

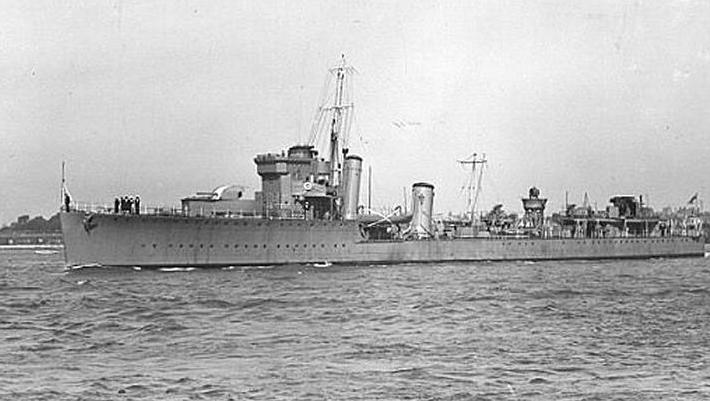
Die umgebaute Whitley

Als die Deutschen am 10. Mai 1940 ihren Westfeldzug begannen, begleitete die Keith mit ihrem Schwesterschiff Boreas die Leichten Kreuzer Arethusa und Galatea nach IJmuiden, um niederländische Goldvorräte nach Großbritannien in Sicherheit zu bringen. Am 12. Mai evakuierte sie aus Hoek van Holland erstmals alliierte Truppen. Am 19. Mai 1940 zerschoss die Keith den vor Nieuwpoort nach Luftangriffen aufgelaufenen, zum Geleitboot umgebauten Zerstörer Whitley.
Am 21. Mai evakuierte die Keith erstmals Zivilisten aus Frankreich. Als sie am 23. in Boulogne-sur-Mer britische Truppen an Bord nahm, wurde sie von deutschen Truppen angegriffen. Sie erhielt einen Mörsertreffer und wurde mit Maschinengewehren beschossen. Ein Besatzungsmitglied starb und viele wurden verwundet.

### Das Ende derKeith
Ende Mai 1940 wurde die Keith mit vielen anderen Schiffen zur Evakuierung der um Dünkirchen eingekesselten alliierten Truppen (Operation Dynamo) eingesetzt. Sie diente dabei als Flaggschiff des Konteradmirals Wake-Walker, der vor Ort für die Evakuierung zuständig war.
Als das Schiff am 1. Juni 1940 wieder zur französischen Kanalküste lief, wurde es unmittelbar vor der Küste bei Dünkirchen von deutschen Ju 87-Stukas angegriffen und durch Bombentreffer versenkt. Das Wrack liegt in 23 Metern Tiefe auf 51° 5′ N, 2° 9′ O.
36 Mann starben während der Luftangriffe, 131 Besatzungsmitglieder konnten gerettet werden.